# Armor Force
Armor Force (Kinesiska: 圣殿骑士乐队) är ett band i genren Vikingafolkmusikmetal, grundat i september 2013 i Beijing, Kina. Förutom vilda och glädjefyllda sångskrik använder deras låtar i stor utsträckning traditionella europeiska instrument som visselpipa, harp, och säckpipa, vilket skapar en autentisk europeisk medeltida fantasiatmosfär.

## Verk

### Album
| Namn                                | Medium  | Utgivningsdatum | Utgivare               | Låtar |
| ----------------------------------- | ------- | --------------- | ---------------------- | --- |
| Förvisning (放逐)                   | CD      | 2015-01-22      | Infected Blood Records | Förvisning (放逐) Smaragdhorn (翡翠号角) (Ilulan-reliken Del 2) Sommarkrog (盛夏酒馆) Fallets dag (陷落之日) (Live 2013) |
| Farkabiens väktare (法卡比恩守望者) | CD      | 2017-07-15      | Infected Blood Records | Ilulan-reliken I Farkabiens krigssång (法卡比恩战歌) Smaragdhorn (翡翠号角) \| Ilulan-reliken II Sorgligt slagfält (凄怆战场) Återkomstens sång (归来之歌) Norra porten (北方之门) Sommarkrog (盛夏酒馆) Nasenmels sjöstrand (娜森梅尔湖畔) |
| Dödens korståg (幽冥十字军)         | Digital | 2024-02-22      | Oberoende utgivning    | De okuvligas klagosång I Fallets dag (陷落之日) Slutkapitel vävt av ånger och död (遗恨与死亡交织的终章) \| De okuvligas klagosång II Oändlig vinter (无尽严冬)                                                                             |